# کارلو پرونه (بازیکن فوتبال، زاده اکتبر ۱۹۶۰)
کارلو پرونه (انگلیسی: Carlo Perrone؛ زادهٔ ۱۲ اکتبر ۱۹۶۰) بازیکن فوتبال اهل ایتالیا است.
از باشگاه‌هایی که در آن بازی کرده‌است می‌توان به باشگاه فوتبال آسکولی، باشگاه ورزشی لاتزیو، باشگاه فوتبال لودیجیانی کالچو، باشگاه فوتبال لچه، باشگاه فوتبال آ.اس. رم، و باشگاه فوتبال آولینو اشاره کرد.